# Organ (Nuevo México)
Organ es un lugar designado por el censo ubicado en el condado de Doña Ana en el estado estadounidense de Nuevo México. En el Censo de 2010 tenía una población de 323 habitantes y una densidad poblacional de 144,51 personas por km².

## Geografía
Organ se encuentra ubicado en las coordenadas 32°25′30″N 106°36′9″O / 32.42500, -106.60250. Según la Oficina del Censo de los Estados Unidos, Organ tiene una superficie total de 2,24 km², de la cual la totalidad corresponde a tierra firme.

## Demografía
Según el censo de 2010, había 323 personas residiendo en Organ. La densidad de población era de 144,51 hab./km². De los 323 habitantes, Organ estaba compuesto por el 78,64% blancos, el 2,48% eran negros, el 2,17% eran amerindios, el 0,31% eran asiáticos, el 0% eran isleños del Pacífico, el 13,31% eran de otras razas y el 3,1% pertenecían a dos o más razas. Del total de la población el 41,49% eran hispanos o latinos de cualquier raza.